# Forza Italia
Forza Italia – włoska partia polityczna założona 18 stycznia 1994 przez Silvia Berlusconiego, który był jej przewodniczącym przez cały okres funkcjonowania. Rozwiązana w 2009 i przekształcona w Lud Wolności. Miała charakter centroprawicowy, należała do Europejskiej Partii Ludowej.

## Historia
W 1994 była główną częścią koalicji Oś Wolności, która jednak upadła, gdy Liga Północna opuściła ten sojusz. Odzyskała władzę w 2001 z poparciem LN, tworząc koalicję Dom Wolności, którą sprawowała do 2006. W 2009 formalnie rozwiązana. W 2013 powstała nowa partia o takiej samej nazwie.

## Założenia programowe
- rozwój gospodarki wolnorynkowej
- rozwój indywidualnej przedsiębiorczości
- zmniejszenie podatków
- ograniczenie programu socjalnego